# Eleições legislativas portuguesas de 1976 no distrito de Aveiro
| Eleições legislativas portuguesas de 1976 Distritos: Aveiro \| Beja \| Braga \| Bragança \| Castelo Branco \| Coimbra \| Évora \| Faro \| Guarda \| Leiria \| Lisboa \| Portalegre \| Porto \| Santarém \| Setúbal \| Viana do Castelo \| Vila Real \| Viseu \| Açores \| Madeira \| Estrangeiro |

## Resultados por Concelho
Os resultados nos concelhos do Distrito de Aveiro foram os seguintes:

### Águeda
| Partido                 | Partido                     | Votos  | %               |
| ----------------------- | --------------------------- | ------ | --------------- |
|                         | Partido Socialista          | 7 820  | 33,85 / 100,00  |
|                         | Partido Popular Democrático | 6 716  | 29,07 / 100,00  |
|                         | Centro Democrático Social   | 5 986  | 25,91 / 100,00  |
|                         | Partido Comunista Português | 956    | 4,14 / 100,00   |
|                         | Outros                      | 698    | 3,03 / 100,00   |
| Votos Inválidos         | Votos Inválidos             | 927    | 4,01 / 100,00   |
| Total                   | Total                       | 23 103 | 100,00 / 100,00 |
| Eleitorado/Participação | Eleitorado/Participação     | 27 880 | 82,87 / 100,00  |

### Albergaria-a-Velha
| Partido                 | Partido                     | Votos  | %               |
| ----------------------- | --------------------------- | ------ | --------------- |
|                         | Partido Popular Democrático | 3 996  | 37,57 / 100,00  |
|                         | Centro Democrático Social   | 3 307  | 31,09 / 100,00  |
|                         | Partido Socialista          | 2 345  | 22,05 / 100,00  |
|                         | Partido Comunista Português | 226    | 2,12 / 100,00   |
|                         | Outros                      | 409    | 3,85 / 100,00   |
| Votos Inválidos         | Votos Inválidos             | 353    | 3,32 / 100,00   |
| Total                   | Total                       | 10 636 | 100,00 / 100,00 |
| Eleitorado/Participação | Eleitorado/Participação     | 13 323 | 79,83 / 100,00  |

### Anadia
| Partido                 | Partido                     | Votos  | %               |
| ----------------------- | --------------------------- | ------ | --------------- |
|                         | Partido Popular Democrático | 7 225  | 42,92 / 100,00  |
|                         | Partido Socialista          | 4 093  | 24,31 / 100,00  |
|                         | Centro Democrático Social   | 3 978  | 23,63 / 100,00  |
|                         | Partido Comunista Português | 328    | 1,95 / 100,00   |
|                         | Outros                      | 460    | 2,73 / 100,00   |
| Votos Inválidos         | Votos Inválidos             | 750    | 4,46 / 100,00   |
| Total                   | Total                       | 16 834 | 100,00 / 100,00 |
| Eleitorado/Participação | Eleitorado/Participação     | 20 469 | 82,24 / 100,00  |

### Arouca
| Partido                 | Partido                     | Votos  | %               |
| ----------------------- | --------------------------- | ------ | --------------- |
|                         | Partido Popular Democrático | 4 826  | 39,05 / 100,00  |
|                         | Centro Democrático Social   | 4 409  | 35,68 / 100,00  |
|                         | Partido Socialista          | 1 762  | 14,26 / 100,00  |
|                         | União Democrática Popular   | 182    | 1,47 / 100,00   |
|                         | Partido Comunista Português | 147    | 1,19 / 100,00   |
|                         | Outros                      | 367    | 2,97 / 100,00   |
| Votos Inválidos         | Votos Inválidos             | 665    | 5,39 / 100,00   |
| Total                   | Total                       | 12 358 | 100,00 / 100,00 |
| Eleitorado/Participação | Eleitorado/Participação     | 14 871 | 83,10 / 100,00  |

### Aveiro
| Partido                 | Partido                     | Votos  | %               |
| ----------------------- | --------------------------- | ------ | --------------- |
|                         | Partido Popular Democrático | 9 692  | 29,72 / 100,00  |
|                         | Centro Democrático Social   | 9 498  | 29,13 / 100,00  |
|                         | Partido Socialista          | 9 493  | 29,11 / 100,00  |
|                         | Partido Comunista Português | 1 423  | 4,36 / 100,00   |
|                         | Outros                      | 1 260  | 3,85 / 100,00   |
| Votos Inválidos         | Votos Inválidos             | 1 243  | 3,81 / 100,00   |
| Total                   | Total                       | 32 609 | 100,00 / 100,00 |
| Eleitorado/Participação | Eleitorado/Participação     | 38 429 | 84,86 / 100,00  |

### Castelo de Paiva
| Partido                 | Partido                     | Votos | %               |
| ----------------------- | --------------------------- | ----- | --------------- |
|                         | Partido Popular Democrático | 2 965 | 36,71 / 100,00  |
|                         | Partido Socialista          | 2 467 | 30,54 / 100,00  |
|                         | Centro Democrático Social   | 1 676 | 20,75 / 100,00  |
|                         | Partido Comunista Português | 201   | 2,49 / 100,00   |
|                         | União Democrática Popular   | 90    | 1,11 / 100,00   |
|                         | Outros                      | 331   | 4,10 / 100,00   |
| Votos Inválidos         | Votos Inválidos             | 347   | 4,29 / 100,00   |
| Total                   | Total                       | 8 077 | 100,00 / 100,00 |
| Eleitorado/Participação | Eleitorado/Participação     | 9 671 | 83,52 / 100,00  |

### Espinho
| Partido                 | Partido                     | Votos  | %               |
| ----------------------- | --------------------------- | ------ | --------------- |
|                         | Partido Socialista          | 7 569  | 42,08 / 100,00  |
|                         | Partido Popular Democrático | 5 115  | 28,43 / 100,00  |
|                         | Centro Democrático Social   | 2 486  | 13,82 / 100,00  |
|                         | Partido Comunista Português | 1 835  | 10,20 / 100,00  |
|                         | Outros                      | 441    | 2,46 / 100,00   |
| Votos Inválidos         | Votos Inválidos             | 543    | 3,02 / 100,00   |
| Total                   | Total                       | 17 989 | 100,00 / 100,00 |
| Eleitorado/Participação | Eleitorado/Participação     | 20 056 | 89,69 / 100,00  |

### Estarreja
| Partido                 | Partido                     | Votos  | %               |
| ----------------------- | --------------------------- | ------ | --------------- |
|                         | Partido Popular Democrático | 5 969  | 42,99 / 100,00  |
|                         | Partido Socialista          | 3 128  | 22,53 / 100,00  |
|                         | Centro Democrático Social   | 2 926  | 21,07 / 100,00  |
|                         | Partido Comunista Português | 570    | 4,11 / 100,00   |
|                         | Outros                      | 504    | 3,61 / 100,00   |
| Votos Inválidos         | Votos Inválidos             | 788    | 5,67 / 100,00   |
| Total                   | Total                       | 13 885 | 100,00 / 100,00 |
| Eleitorado/Participação | Eleitorado/Participação     | 16 996 | 81,70 / 100,00  |

### Ílhavo
| Partido                 | Partido                     | Votos  | %               |
| ----------------------- | --------------------------- | ------ | --------------- |
|                         | Partido Popular Democrático | 6 245  | 40,46 / 100,00  |
|                         | Partido Socialista          | 4 473  | 28,98 / 100,00  |
|                         | Centro Democrático Social   | 3 078  | 19,94 / 100,00  |
|                         | Partido Comunista Português | 465    | 3,01 / 100,00   |
|                         | Outros                      | 554    | 3,57 / 100,00   |
| Votos Inválidos         | Votos Inválidos             | 620    | 4,02 / 100,00   |
| Total                   | Total                       | 15 435 | 100,00 / 100,00 |
| Eleitorado/Participação | Eleitorado/Participação     | 18 463 | 83,60 / 100,00  |

### Mealhada
| Partido                 | Partido                     | Votos  | %               |
| ----------------------- | --------------------------- | ------ | --------------- |
|                         | Partido Socialista          | 4 513  | 47,22 / 100,00  |
|                         | Partido Popular Democrático | 2 678  | 28,02 / 100,00  |
|                         | Centro Democrático Social   | 856    | 8,96 / 100,00   |
|                         | Partido Comunista Português | 576    | 6,03 / 100,00   |
|                         | Outros                      | 354    | 3,70 / 100,00   |
| Votos Inválidos         | Votos Inválidos             | 581    | 6,08 / 100,00   |
| Total                   | Total                       | 9 558  | 100,00 / 100,00 |
| Eleitorado/Participação | Eleitorado/Participação     | 12 407 | 77,04 / 100,00  |

### Murtosa
| Partido                 | Partido                     | Votos | %               |
| ----------------------- | --------------------------- | ----- | --------------- |
|                         | Partido Popular Democrático | 2 917 | 53,70 / 100,00  |
|                         | Centro Democrático Social   | 1 225 | 22,55 / 100,00  |
|                         | Partido Socialista          | 739   | 13,60 / 100,00  |
|                         | Outros                      | 209   | 3,84 / 100,00   |
| Votos Inválidos         | Votos Inválidos             | 342   | 6,30 / 100,00   |
| Total                   | Total                       | 5 432 | 100,00 / 100,00 |
| Eleitorado/Participação | Eleitorado/Participação     | 7 091 | 76,60 / 100,00  |

### Oliveira de Azeméis
| Partido                 | Partido                     | Votos  | %               |
| ----------------------- | --------------------------- | ------ | --------------- |
|                         | Partido Popular Democrático | 11 572 | 35,59 / 100,00  |
|                         | Partido Socialista          | 10 544 | 32,43 / 100,00  |
|                         | Centro Democrático Social   | 7 003  | 21,54 / 100,00  |
|                         | Partido Comunista Português | 841    | 2,59 / 100,00   |
|                         | União Democrática Popular   | 339    | 1,04 / 100,00   |
|                         | Outros                      | 978    | 3,01 / 100,00   |
| Votos Inválidos         | Votos Inválidos             | 1 240  | 3,81 / 100,00   |
| Total                   | Total                       | 32 517 | 100,00 / 100,00 |
| Eleitorado/Participação | Eleitorado/Participação     | 36 938 | 88,03 / 100,00  |

### Oliveira do Bairro
| Partido                 | Partido                     | Votos  | %               |
| ----------------------- | --------------------------- | ------ | --------------- |
|                         | Partido Popular Democrático | 4 755  | 48,78 / 100,00  |
|                         | Centro Democrático Social   | 2 964  | 30,41 / 100,00  |
|                         | Partido Socialista          | 1 221  | 12,53 / 100,00  |
|                         | Partido Comunista Português | 119    | 1,22 / 100,00   |
|                         | Outros                      | 247    | 2,53 / 100,00   |
| Votos Inválidos         | Votos Inválidos             | 441    | 4,52 / 100,00   |
| Total                   | Total                       | 9 747  | 100,00 / 100,00 |
| Eleitorado/Participação | Eleitorado/Participação     | 11 733 | 83,07 / 100,00  |

### Ovar
| Partido                 | Partido                     | Votos  | %               |
| ----------------------- | --------------------------- | ------ | --------------- |
|                         | Partido Socialista          | 8 781  | 39,31 / 100,00  |
|                         | Partido Popular Democrático | 7 143  | 31,98 / 100,00  |
|                         | Centro Democrático Social   | 2 999  | 13,42 / 100,00  |
|                         | Partido Comunista Português | 1 477  | 6,61 / 100,00   |
|                         | União Democrática Popular   | 341    | 1,53 / 100,00   |
|                         | Outros                      | 557    | 2,48 / 100,00   |
| Votos Inválidos         | Votos Inválidos             | 1 041  | 4,66 / 100,00   |
| Total                   | Total                       | 22 339 | 100,00 / 100,00 |
| Eleitorado/Participação | Eleitorado/Participação     | 26 496 | 84,31 / 100,00  |

### São João da Madeira
| Partido                 | Partido                     | Votos  | %               |
| ----------------------- | --------------------------- | ------ | --------------- |
|                         | Partido Socialista          | 4 021  | 42,11 / 100,00  |
|                         | Partido Popular Democrático | 2 278  | 23,86 / 100,00  |
|                         | Centro Democrático Social   | 1 928  | 20,19 / 100,00  |
|                         | Partido Comunista Português | 577    | 6,04 / 100,00   |
|                         | União Democrática Popular   | 159    | 1,67 / 100,00   |
|                         | Outros                      | 199    | 2,09 / 100,00   |
| Votos Inválidos         | Votos Inválidos             | 386    | 4,04 / 100,00   |
| Total                   | Total                       | 9 548  | 100,00 / 100,00 |
| Eleitorado/Participação | Eleitorado/Participação     | 10 471 | 91,19 / 100,00  |

### Sever do Vouga
| Partido                 | Partido                     | Votos | %               |
| ----------------------- | --------------------------- | ----- | --------------- |
|                         | Centro Democrático Social   | 3 189 | 41,29 / 100,00  |
|                         | Partido Popular Democrático | 2 582 | 33,43 / 100,00  |
|                         | Partido Socialista          | 910   | 11,78 / 100,00  |
|                         | Partido Comunista Português | 145   | 1,88 / 100,00   |
|                         | União Democrática Popular   | 83    | 1,07 / 100,00   |
|                         | Outros                      | 198   | 2,56 / 100,00   |
| Votos Inválidos         | Votos Inválidos             | 617   | 7,99 / 100,00   |
| Total                   | Total                       | 7 724 | 100,00 / 100,00 |
| Eleitorado/Participação | Eleitorado/Participação     | 8 952 | 86,28 / 100,00  |

### Vagos
| Partido                 | Partido                     | Votos  | %               |
| ----------------------- | --------------------------- | ------ | --------------- |
|                         | Centro Democrático Social   | 4 148  | 43,25 / 100,00  |
|                         | Partido Popular Democrático | 3 660  | 38,16 / 100,00  |
|                         | Partido Socialista          | 1 066  | 11,11 / 100,00  |
|                         | Outros                      | 316    | 3,29 / 100,00   |
| Votos Inválidos         | Votos Inválidos             | 401    | 4,19 / 100,00   |
| Total                   | Total                       | 9 591  | 100,00 / 100,00 |
| Eleitorado/Participação | Eleitorado/Participação     | 11 844 | 80,98 / 100,00  |

### Vale de Cambra
| Partido                 | Partido                     | Votos  | %               |
| ----------------------- | --------------------------- | ------ | --------------- |
|                         | Partido Popular Democrático | 4 639  | 38,03 / 100,00  |
|                         | Centro Democrático Social   | 3 779  | 30,98 / 100,00  |
|                         | Partido Socialista          | 2 506  | 20,55 / 100,00  |
|                         | Partido Comunista Português | 210    | 1,72 / 100,00   |
|                         | Outros                      | 523    | 4,29 / 100,00   |
| Votos Inválidos         | Votos Inválidos             | 540    | 4,42 / 100,00   |
| Total                   | Total                       | 12 197 | 100,00 / 100,00 |
| Eleitorado/Participação | Eleitorado/Participação     | 14 847 | 82,15 / 100,00  |

### Vila da Feira
| Partido                 | Partido                     | Votos  | %               |
| ----------------------- | --------------------------- | ------ | --------------- |
|                         | Partido Socialista          | 22 631 | 41,24 / 100,00  |
|                         | Partido Popular Democrático | 18 732 | 34,13 / 100,00  |
|                         | Centro Democrático Social   | 7 407  | 13,50 / 100,00  |
|                         | Partido Comunista Português | 1 987  | 3,62 / 100,00   |
|                         | Outros                      | 1 912  | 3,48 / 100,00   |
| Votos Inválidos         | Votos Inválidos             | 2 210  | 4,03 / 100,00   |
| Total                   | Total                       | 54 879 | 100,00 / 100,00 |
| Eleitorado/Participação | Eleitorado/Participação     | 61 841 | 88,74 / 100,00  |